# Arnold van Westerhout
Arnold van Westerhout, né en 1651 à Anvers et mort en 1725 à Rome, est un dessinateur, graveur, éditeur d'estampes et peintre originaire des Pays-Bas méridionaux et qui vécut en Italie de 1679 à sa mort.

## Biographie
Arnould van Westerhout est né le 21 février 1651 à Anvers. Formé à la gravure en 1665-1666 par Alexander Goetiers (1637-1686), également d'origine anversoise et qui eut en apprentissage le petit frère d'Arnold, Balthazar en 1670-1671. Il est reçu franc-maître à la Guilde de Saint-Luc d'Anvers en 1673-1674 en tant que peintre ; très peu de toiles de lui sont à ce jour identifiées, dont un Saint Ambroise refusant l'entrée de l'église à l'empereur Théodose (1675-1678) qui était dans la collection du marquis florentin Gregorio Alessandro Capponi en 1718 (Église Notre-Dame de Termonde). Selon le RKD, il aurait travaillé à Prague dans les années 1675-1678 avec son frère.
Il est à Venise en 1679 en compagnie d'un autre graveur anversois, Pierre van Sikeleers, travaillant pour l'éditeur Giovanni Palazzi (1640-1703). Arnold et Pierre s'étaient connus à la Guilde, reçus à un an d'intervalle ; ils collaborèrent à un ouvrage illustré sur les champignons (Theatrum fungorum, 1675).

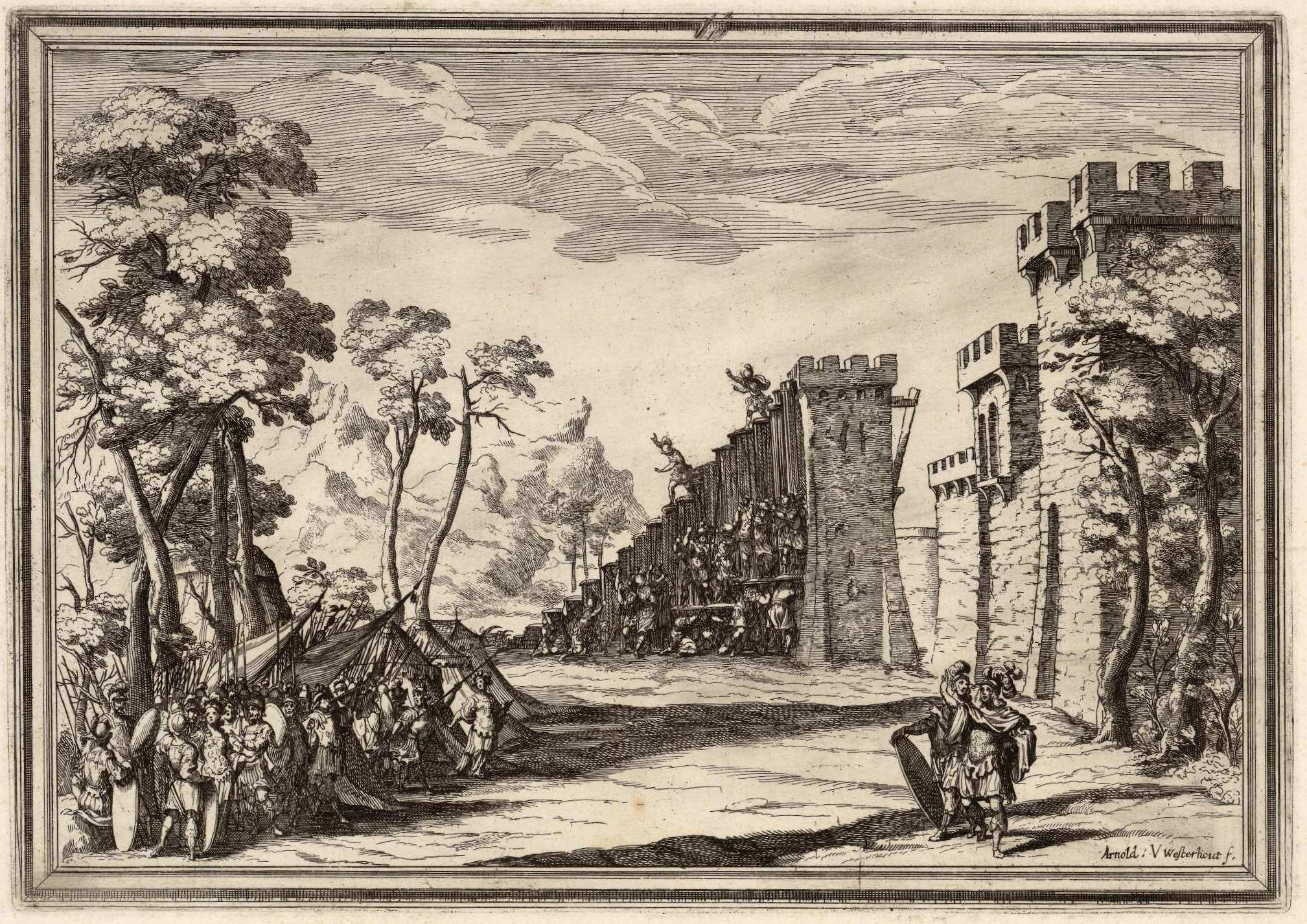
Fête donnée en l'honneur du mariage de Ferdinand et Violante à Florence : une représentation des guerres troyennes (burin, 1688).

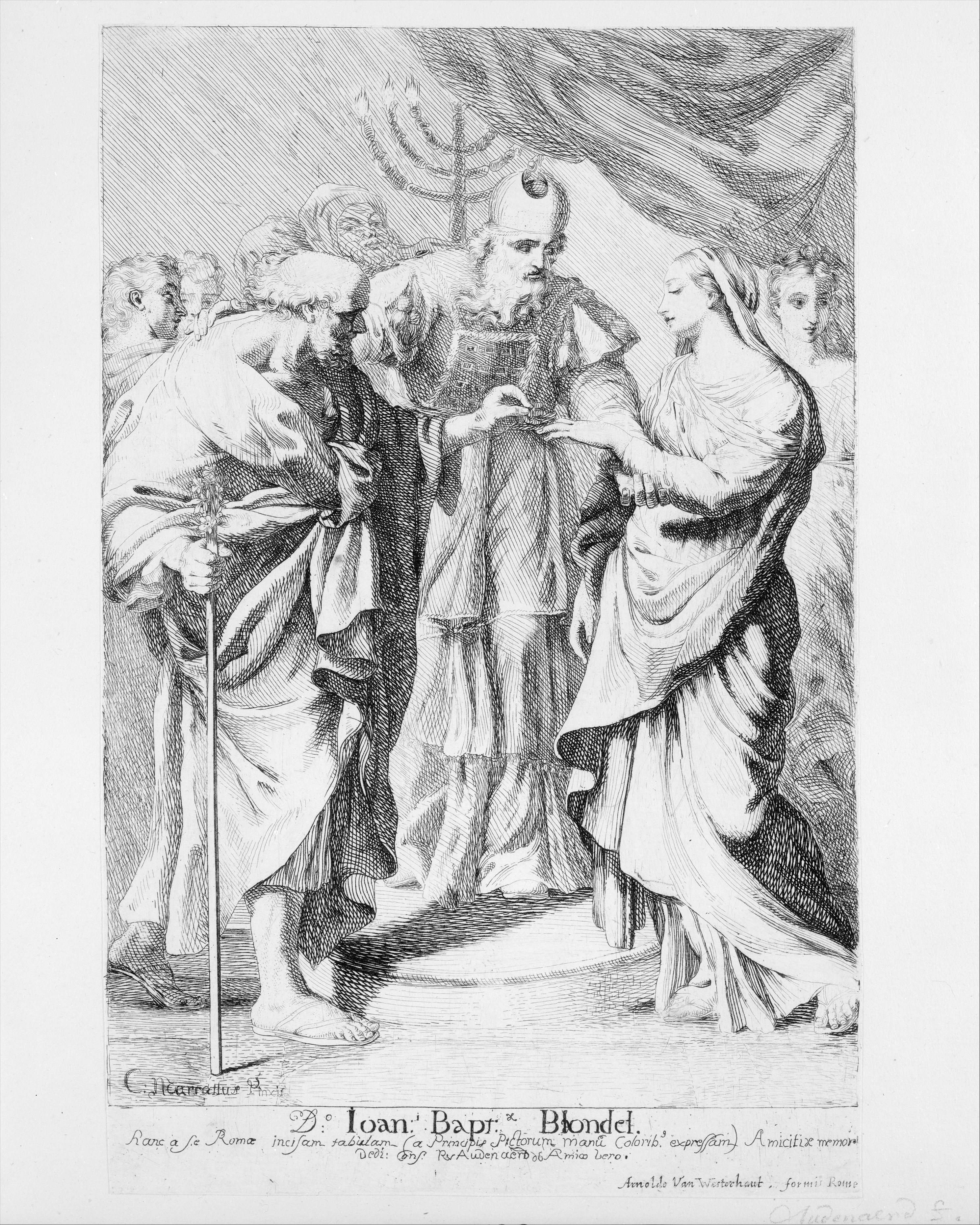
Mariage de la Vierge, burin d'Audenaerd et Westerhout d'après Maratta.

En 1681, Arnold s'installe à Rome, à San Ignazio, dans l'atelier du vieux peintre Cornelis Bloemaert, qui le nomme exécuteur testamentaire (il meurt en 1692). En quelques années, il devient l'un des graveurs les plus en vue de Rome. Il rachète le stock de François Collignon en 1687. L'un de ses plus gros travaux reste les illustrations gravées du Vetera Monimenta de Giovanni Ciampini, d'après les dessins de Giovanni Battista Lenardi, dont le premier tome est publié en 1690. Lenardi et Westerhout vont travailler ensemble durant plusieurs années et sur d'autres projets, dont une vaste toile, L'Allégorie théologique de l'assomption de la Vierge (Liverpool, Walker Art Gallery). Durant les années 1680 et entre 1693-1719, il habite salita di S.Giuseppe a Capo le Case près de la paroisse de Sant'Andrea delle Fratte.
Il interrompt brièvement son séjour romain entre la fin de 1691 et le début de 1692, en se rendant à Florence, pour se mettre au service de Ferdinand III de Médicis pour lequel il reste commissionné jusqu'en 1713. 
À compter de 1716, on lui accorde le titre de graveur officiel du duc de Parme.
Marié à Magdalena Antonini, il meurt sans héritier à Rome le 18 avril 1725 où il résidait à nouveau depuis 1720 vicolo de Chiodarolli, via delle Muratte, près de la fontaine de Trevi. Son stock est repris par le marchand romain Giacomo Billy, installé à la Chiesa nova.

## Le graveur
Actif durant les feux déclinants du baroque romain, Westerhout est l'auteur de 682 pièces gravées, abordant des sujets religieux, profanes ou historiques. Parmi les peintres traduits, on trouve un grand nombre d'œuvres de Carlo Maratta, de Guido Reni, exécutées parfois en société avec Jakob Frey, qui fut son apprenti, ou encore Robert van Audenaerd, dont il semble être l'éditeur, installé au Parione (il signe : formis Romae nel parione). Outre le Vetera Monimenta (1690-1698), on compte quelques suites, dont celle composée à l'occasion du mariage de Ferdinand III de Médicis et de Violante-Béatrice de Bavière (1688), celle des représentants de la Compagnie de Jésus, publiée à titre posthume à Rome en 1748 sous le titre Ritratti de prepositi Generali della Compagnia di Gesù ; on trouve aussi une série comprenant les portraits idéalisés en médaillon de plusieurs dizaines de souverains liés aux dynasties espagnoles et une série de portraits illustrant les événements de la vie de Thérèse d'Avila.
Ses œuvres sont conservées au Rijksmuseum Amsterdam, à la National Portrait Gallery, au Metropolitan Museum of Art et à la Bibliothèque apostolique vaticane.